# Krokodyle (film)
Krokodyle (niem. Vorstadtkrokodile, 2009) – niemiecki film wyreżyserowany przez Christiana Dittera. W Polsce emitowany na kanale ZigZap oraz TV Puls.

## Opis fabuły
Hannes (Nick Romeo Reimann) to dziesięcioletni chłopiec, wychowywany przez matkę. Pragnie dostać się do grupy "Krokodyli" czyli najlepszego gangu w mieście. W czasie próby jego życiu grozi niebezpieczeństwo. Ratuje go Kai (Fabian Halbig), chłopak poruszający się na wózku, który także chce dołączyć do grupy. "Krokodyle" nie chcą chłopca, jednak ten ma im coś do zaoferowania. Może dostarczyć "Krokodylom" ważnych informacji, którzy chcą złapać złodziei i odebrać 1000 euro nagrody.

## Obsada

### Krokodyle
- Nick Romeo Reimann jako Hannes
- Fabian Halbig jako Kai
- Leonie Katarina Tepe jako Maria
- Manuel Steitz jako Olli
- Javidan Imani jako Jorgo
- Robin Walter jako Peter
- Nicolas Schinseck jako Elvis
- David Hürten jako Frank

oraz
- Jacob Matschenz jako Dennis
- Axel Stein jako Kevin
- Oktay Özdemir jako Achmed
- Nora Tschirner jako mama Hannesa
- Maria Schrader jako mama Kai
- Smudo jako tata Kai
- Martin Semmelrogge jako Minigolfplatzbesitzer
- Ralf Richter jako Policjant